# Węgorzewko
Węgorzewko (deutsch Gut Angerburg) ist ein Ort in der polnischen Woiwodschaft Ermland-Masuren und gehört zur Stadt- und Landgemeinde Węgorzewo (Angerburg) im Powiat Węgorzewski (Kreis Angerburg).

## Geographische Lage
Węgorzewko liegt im Nordosten der Woiwodschaft Ermland-Masuren, zwei Kilometer östlich des Zentrums von Węgorzewo.

## Geschichte
Bei dem Gut Angerburg handelte es sich vor 1945 um ein sehr großes Gut von überregionaler Bedeutung. Der Gutsbezirk Angerburg wurde 1874 mit dem Wohnplatz Reussen (polnisch Ruska Wieś) in den neu errichteten Amtsbezirk Kehlen (polnisch Kal) eingegliedert. Er gehörte zum Kreis Angerburg im Regierungsbezirk Gumbinnen der preußischen Provinz Ostpreußen. Im Jahre 1910 zählte der Gutsbezirk Angerburg 101 Einwohner. Am 30. September 1928 wurde das Gut Angerburg in die Stadtgemeinde Angerburg eingemeindet.
Zusammen mit dem gesamten südlichen Ostpreußen wurde 1945 in Kriegsfolge die Stadt Angerburg – und mit ihr das Gut Angerburg – nach Polen überstellt. Der einstige Gutsbezirk erhielt die polnische Bezeichnung „Węgorzewko“. Heute handelt es sich um eine Ortschaft im Verbund der Stadt- und Landgemeinde Węgorzewo im Powiat Węgorzewski, vor 1998 der Woiwodschaft Suwałki, seither der Woiwodschaft Ermland-Masuren zugehörig.

## Kirche
Kirchlich war das Gut Angerburg und ist die Ortschaft Węgorzewko nach Angerburg bzw. Węgorzewo ausgerichtet. Vor 1945 war es in die evangelische Pfarrkirche Angerburg in der Kirchenprovinz Ostpreußen der Kirche der Altpreußischen Union und in die katholische Kirche zum Guten Hirten im Bistum Ermland eingepfarrt. Heute ist die Kirche St. Peter und Paul zuständige katholische Pfarrkirche innerhalb des Bistums Ełk (Lyck) der Römisch-katholischen Kirche in Polen, während die evangelischen Kirchenglieder zur Kirchengemeinde Węgorzewo als Filialgemeinde der Pfarrei in Giżycko (Lötzen) in der Diözese Masuren der Evangelisch-Augsburgischen Kirche in Polen gehören.

## Verkehr
Węgorzewko liegt am Stadtrand von Węgorzewo und ist über eine Stichstraße, die von der aleja Wojska Polskiego anzweigt, zu erreichen. Ein Bahnanschluss, der früher über den Stadtbahnhof bestand, existiert nicht mehr.